# Онаць Олена Миколаївна
Оле́на Микола́ївна Онаць (нар. 16 вересня 1948, с. Яхни, Фастівський район, Київська область) — український науковець і педагог, громадський діяч, журналіст. Кандидат педагогічних наук.

## Життєпис
Закінчила Яхнівську 8-річну школу, далі навчання продовжила у київській вечірній школі № 20. У шістнадцяти літньому віці працювала листоношею. Закінчила Київський педагогічний інститут імені М. Горького, за фахом — українська філологія.
Працювала у київській школі № 41, спочатку бібліотекаркою, згодом вчителем української мови та літератури, заступником директора школи з виховної роботи.
1986—1990 — директор київської школи № 163.
Від 1990 року — директор спеціалізованої школи № 41 імені З. К. Слюсаренка.
Від 2001 року — шеф-редактор газети «Директор школи».
У 2006 році захистила кандидатську дисертацію і отримала звання «кандидат педагогічних наук».
Старший науковий співробітник, провідний науковий співробітник Інституту педагогіки НАПН України.
Має диплом екскурсовода.

## Громадська діяльність
Член колегії Міністерства освіти і науки України.
Президент Асоціації керівників шкіл України (з 1994), Член правління Європейської Асоціації керівників шкіл.

## Родина
Чоловік — Онаць Василь Іванович (29 серпня 1934 — 11 січня 2017) — інженер-геофізик, громадський діяч. Син Костянтин — юрист.

## Захоплення
Подорожі, відвідувати театри і читати.

## Відзнаки
- Відмінник народної освіти (1987).
- Заслужений учитель України (1998).
- Кавалер ордена княгині Ольги III ступеня.[1]